# Scaphiophryne
Scaphiophryne is een geslacht van kikkers uit de familie smalbekkikkers (Microhylidae). De groep werd voor het eerst wetenschappelijk beschreven door George Albert Boulenger in 1882.
Er zijn negen verschillende soorten, inclusief de pas in 2014 beschreven soort Scaphiophryne matsoko. Alle soorten komen voor in delen van Afrika en leven endemisch op het eiland Madagaskar.

## Taxonomie
Geslacht Scaphiophryne
- Soort Scaphiophryne boribory
- Soort Scaphiophryne brevis
- Soort Scaphiophryne calcarata
- Soort Scaphiophryne gottlebei
- Soort Scaphiophryne madagascariensis
- Soort Scaphiophryne marmorata
- Soort Scaphiophryne matsoko
- Soort Scaphiophryne menabensis
- Soort Scaphiophryne spinosa